# نلی (فیلم)
«نلی» (فرانسوی: À ce soir‎) یک فیلم است که در سال ۲۰۰۴ منتشر شد. از بازیگران آن می‌توان به سوفی مارسو اشاره کرد.